# Tysk-romerska rikets kejserliga krona
| Foto av Tysk-romerska rikets kejserliga krona, samt porträtt av Karl den store med kronan på sin hjässa. Målningen av Albrecht Dürer från 1512 är anakronistisk eftersom kronan tillverkades över ett sekel efter den avbildade kejsarens död. |  | Foto av Tysk-romerska rikets kejserliga krona, samt porträtt av Karl den store med kronan på sin hjässa. Målningen av Albrecht Dürer från 1512 är anakronistisk eftersom kronan tillverkades över ett sekel efter den avbildade kejsarens död. |
| Foto av Tysk-romerska rikets kejserliga krona, samt porträtt av Karl den store med kronan på sin hjässa. Målningen av Albrecht Dürer från 1512 är anakronistisk eftersom kronan tillverkades över ett sekel efter den avbildade kejsarens död. |  | |

Tysk-romerska rikets kejserliga krona (tyska: Reichskrone) användes av Tysk-romerska rikets kungar och kejsare från och med högmedeltiden. 
De flesta tysk-romerska kejsarna kröntes med den i Aachens domkyrka från Konrad II och fram till 1531. Kronan var, näst det kejserliga korset, rikssvärdet och heliga lansen, den viktigaste delen av riksregalierna.
Idag förvaras kronan i Schatzkammer i slottet Hofburg i Wien, Österrike, tillsammans med de övriga riksregalierna. Dess inventarienummer är SK Inv.-Nr. XIII 1.